# 真夏の夜の夢 (松田聖子の曲)
「真夏の夜の夢」（まなつのよのゆめ）は、2007年8月1日にSony Recordsからリリースされた松田聖子×[バイ]藤井隆名義（松田聖子として通算69枚目）のシングル。

## 解説
藤井隆とのデュエット曲としてリリース。作詞・作曲は本人による。「女子バレーボールワールドグランプリ2007」の大会イメージソング。

## 収録曲
全作詞・作曲:Seiko Matsuda／編曲:船山基紀
1. 真夏の夜の夢（duet with 藤井隆）（4:34）
2. 二人ならば（4:03）
3. 真夏の夜の夢（Backing Track）（4:34）
4. 二人ならば（Backing Track）（4:03）